# Wolfgang Borchert (Schauspieler)
Wolfgang Borchert (* 11. August 1922 in Königsberg; † 4. November 2007 in Hamburg) war ein deutscher Schauspieler. Er gründete zusammen mit Friedrich Schütter das Junge Theater in Hamburg, das heutige Ernst-Deutsch-Theater.

## Leben

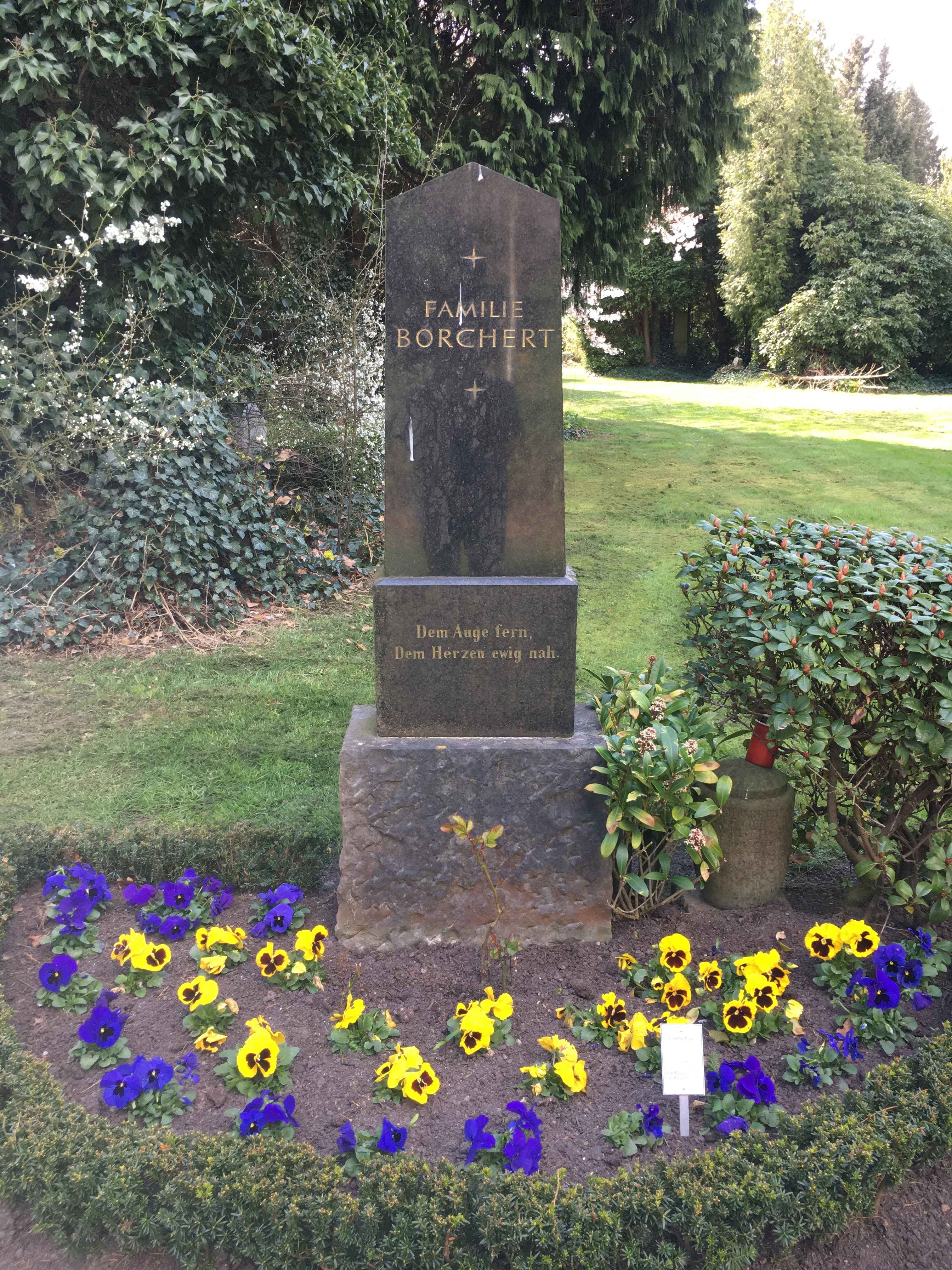
Familiengrabstätte auf dem Friedhof Ohlsdorf

Wolfgang Borchert wurde als Sohn eines Apothekers und einer Opernsängerin geboren. Bereits im Alter von fünf Jahren stand er zum ersten Mal in einem Weihnachtsmärchen des Hamburger Thalia Theaters auf der Bühne. Nach einer kaufmännischen Lehre diente er im Zweiten Weltkrieg von 1941 bis 1945 im Kaukasus und nahm ab 1946 Schauspielunterricht bei Helmuth Gmelin.
Bis 2003 leitete er das Ernst-Deutsch-Theater als Verwaltungsdirektor. Trotzdem fand Borchert die Zeit selbst in zahlreichen Rollen auf der Bühne (unter anderem im eigenen Haus und dem Ohnsorg-Theater) zu stehen und in Film- und Fernsehproduktionen und bei den Ruhrfestspielen in Recklinghausen mitzuwirken. Als Synchronsprecher lieh er beispielsweise Derek Blomfield in dem Film Herr im Haus bin ich (1954) seine Stimme. Darüber hinaus war Borchert bis 1980 ein vielbeschäftigter Hörspielsprecher in hoch- und niederdeutschen Produktionen, unter anderem wirkte er in zahlreichen Folgen der Reihe Die Jagd nach dem Täter mit.
Wolfgang Borchert ruht in der Familiengrabstätte auf dem Friedhof Ohlsdorf. Sie liegt im Planquadrat Y 29 südlich von Kapelle 6.

## Filmografie
- 1957: Die Zürcher Verlobung
- 1957: Tolle Nacht
- 1959: Nocturno im Grand Hotel – Fernsehfilm
- 1960: Das kunstseidene Mädchen
- 1963: Hafenpolizei – Die Ausbrecher
- 1964: Polizeirevier Davidswache
- 1964: Stahlnetz: Rehe
- 1967: Dreizehn Briefe – Fernsehserie
- 1968: Polizeifunk ruft – Der Reinfall
- 1969: Ida Rogalski – Fernsehserie
- 1970: Polizeifunk ruft; Folge: Der Nutznießer
- 1970: Maximilian von Mexiko – Fernsehfilm
- 1971: Sparks in Neu-Grönland – Fernsehfilm
- 1971: Tatort: Blechschaden – Fernsehreihe
- 1973: Der Lord von Barmbeck
- 1973: Tatort: Cherchez la femme oder die Geister vom Mummelsee – Fernsehreihe
- 1974: Bismarck von hinten oder Wir schließen nie – Fernsehfilm
- 1977: Das Gesetz des Clans
- 1982: Sonderdezernat K1 – Tödlicher Ladenschluss
- 1986: Tatort: Tod auf Eis – Fernsehreihe
- 1993: Die Ratte

## Hörspiele (Auswahl)
- 1948: Hörspiele der Zeit (9. Folge: Der Fall Axel Petersen) – Autor: Carl Dietrich Carls – Regie: Ludwig Cremer – NWDR
- 1949: Sternschnuppen – Autor: Horst-Günther Patzke – Regie: Gustav Burmester – NWDR
- 1949: Das Obergrunder Weihnachtsspiel – Autor: Anton Gruda – Regie: Fritz Schröder-Jahn – NWDR
- 1949: Paul Temple und die Affäre Gregory – Autor: Francis Durbridge – Regie: Fritz Schröder-Jahn – NWDR
- 1950: Ein Sohn der Sonne – Autor: Jack London – Regie: Curt Becker – NWDR
- 1950: Der Mann an der Brücke – Autorin: Lucille Fletcher – Regie: Fritz Schröder-Jahn – NWDR
- 1950: Der Sprung über den Schatten – Autorin: Ellie Tschauner – Regie: Fritz Schröder-Jahn – NWDR
- 1951: Der Weg zum Weltraumschiff – Autor: Heinz Gartmann – Regie: Fritz Schröder-Jahn – NWDR
- 1952: Dunkle Wünsche – Autor: Walther von Hollander – Regie: Hans Lietzau – NWDR
- 1954: Die Sachen mit Fadenherr – Autor: Josef Martin Bauer – Regie: Kurt Reiss – NWDR
- 1955: Zwischenspiel – Autor: Joachim Friedrich Meyer – Regie: S. O. Wagner – NWDR
- 1957: Die Jagd nach dem Täter (Folge 12: Mord am Matterhorn) – Autor und Regie: Kurt Reiss – NDR
- 1958: Malmgreen – Autor: Walter Erich Schäfer – Regie: Kurt Hübner – NDR
- 1962: Een ward fehlen – Autor: Walter Köster – Regie: Curt Timm – NDR
- 1962: De Soot – Autor: Dieter Bellmann – Regie: Friedrich Schütter – NDR
- 1966: De hölten Deern – Autor: Hans Heitmann – Regie: Günther Siegmund – NDR
- 1971: De Slankheitskur – Autor: Jep Nissen Andersen – Regie: Karl-Heinz Kreienbaum – NDR
- 1974: Max un Moritz – Autor: Wilhelm Busch – Regie: Friedrich Schütter – NDR
- 1975: Rohrbacher – Autor: Wilhelm Staudacher – Regie: Friedrich Schütter – NDR/RB
- 1980: Channel X oder Das Konzentrationsmodell – Autor: Ingomar von Kieseritzky – Regie: Hans Rosenhauer – NDR

## Auszeichnungen
- 1997: Biermann-Ratjen-Medaille